# Basileuterus culicivorus
La reinita coronidorada (Basileuterus culicivorus) es una especie de ave paseriforme perteneciente al género Basileuterus que integra la familia Parulidae. Se encuentra desde Texas y el nororiente de México hasta el norte de Argentina.

## Nombres populares
Se la denomina reinita coronidorada (Costa Rica), chiví silbador (Venezuela), arañero coronado chico  o común (Argentina), arañero cejiblanco (Colombia), reinita coroniguarda (Nicaragua), arañero coronado (Paraguay), arañero chico (Uruguay), chipe corona dorada (México) o pula-pula (salta-salta, en portugués, Brasil).

## Descripción
Mide 12 a 12,7 cm y pesa entre 10 y 10,5 g. El dorso es gris oliváceo. Presenta listas en la coronilla; a cada una ancha y negra y en el centro una de ases amarillas o anaranjado canela y puntas oliva. Las cejas son de verde oliva a amarillo opaco; el anillo ocular amarillo y las mejillas son grisáceas. La garganta, el pecho son amarillos con tintes oliva y el vientre es amarillo y las patas anaranjadas. El pico tiene la parte superior negruzca y la inferior color cuerno. Las patas son anaranjado claro. En la subespecie B. c. hypoleucus, las partes inferiores son blanco sucio.

## Distribución y hábitat
Se la encuentra en Argentina, Belice, Bolivia, Brasil, Colombia, Costa Rica, El Salvador, Guayana francesa, Guatemala, Guyana, Honduras, México, Nicaragua, Panamá, Paraguay, Surinam, Trinidad y Tobago, Estados Unidos, Uruguay y Venezuela.

Vive en el sotobosque de los bosques de montaña, los bordes del bosque y áreas adyacentes, entre los 300 y los 2150 m de altitud.

## Comportamiento
Se mueve activamente por la vegetación, agitando las alas y meciendo la cola, muchas veces levantada. Acostumbra ser la especie central en torno de la cual se forman bandadas mixtas.

### Alimentación
Se alimenta principalmente de insectos brúquidos , curculiónidos y lepidópteros, que busca en los estratos arbustivo y arbóreo bajo, principalmente entre 1,5 y 2 m de altura del suelo. También consume frutas.

### Reproducción
Construye con raicillas, fibras, tiras de hojas de palma y tallos, un nido de forma más o menos globular con entrada lateral, oculto bajo hojas caídas en el suelo del bosque. La hembra pone 3 huevos blancos, con manchas de color castaño.

### Vocalización
Su canto es una serie alegre de 6 a 8 notas “tsuí”, en general la penúltima más aguda y enfática; el llamado es un chillido seco y áspero.

## Sistemática

### Descripción original
La especie B. culicivorus fue descrita por primera vez por el naturalista alemán Wilhelm Deppe en 1830 bajo el nombre científico Sylvia culicivora; localidad tipo «Jalapa, Veracruz, México».

### Taxonomía
Forma una superespecie con Basileuterus trifasciatus. Aves de Oaxaca (sur de México) algunas veces considerada como una subespecie ridgwayi. La subespecie brasierii ha sido corregida algunas veces como "brasherii", pero la descripción original incorrectamente deletreada debe permanecer.

Hasta muy poco tiempo atrás la subespecie B. c. hypoleucus era considerada una especie separada B. hypoleucus conespecífica con la presente, pero ha sido incluida en la presente por no presentar independencia evolutiva. Así reconocido por el Clements checklist 6.8,, el SACC, y el CBRO Comité Brasileño de Registros Ornitológicos. Otras clasificaciones todavía la mantienen como especie plena.

### Subespecies
Se reconocen 14  subespecies divididas en 3  grandes grupos geográficamente discretos que a veces son considerados cada grupo como una especie separada; con su correspondiente distribución geográfica:

Grupo “culicivorus”:
- Basileuterus culicivorus brasierii (Giraud, 1841) - laderas del golfo de México desde Nuevo León y Tamaulipas hacia el sur hasta Hidalgo y norte de Veracruz.
- Basileuterus culicivorus flavescens (Ridgway, 1902) - oeste de México (Nayarit y Jalisco).
- Basileuterus culicivorus culicivorus (W. Deppe, 1830) - este y sur de México hacia el sur hasta el norte de Costa Rica.
- Basileuterus culicivorus godmani (Berlepsch, 1888) - centro de Costa Rica hacia el sur hasta el oeste de Panamá.

Grupo “cabanisi”:
- Basileuterus culicivorus occultus (J. T. Zimmer, 1949) - Colombia en el oeste y centro de los Andes (Antioquía al sur hasta Cauca) y este de los Andes (Magdalena y Santander).
- Basileuterus culicivorus austerus (J. T. Zimmer, 1949) - Colombia en la ladera este de los Andes orientales (Boyacá, Cundinamarca y oeste de Meta).
- Basileuterus culicivorus indignus (Todd, 1916) - montañas de Santa Marta (norte de Colombia) y adyacente Sierra de Perijá (en la frontera Colombia-Venezuela).

Grupo “auricapilla”:
- Basileuterus culicivorus cabanisi (Berlepsch, 1879) - noreste de Colombia y montañas del noroeste de Venezuela.
- Basileuterus culicivorus olivascens (Chapman, 1893) - noreste de Venezuela (Sucre, Monagas y Estado Anzoátegui) y Trinidad.
- Basileuterus culicivorus segrex (J. T. Zimmer & Phelps, Sr, 1949) - tepuis del sur de Venezuela, oeste de Guyana y norte de Brasil.
- Basileuterus culicivorus auricapilla (Swainson, 1838) - centro y este de Brasil.
- Basileuterus culicivorus viridescens (Todd, 1913) - este de Bolivia (Santa Cruz).
- Basileuterus culicivorus azarae (J. T. Zimmer, 1949) - Paraguay, noroeste y noreste de Argentina, sur y sureste de Brasil y Uruguay.
- Basileuterus culicivorus hypoleucus (Bonaparte, 1850) - tierras bajas del este de Bolivia al noreste de Paraguay y centro sur de Brasil.